# Dicerca crassicollis
Dicerca crassicollis är en skalbaggsart som beskrevs av Leconte 1857. Dicerca crassicollis ingår i släktet Dicerca och familjen praktbaggar. Inga underarter finns listade i Catalogue of Life.